# Aplonobia potentillae
Aplonobia potentillae är en spindeldjursart som först beskrevs av James P. Tuttle och Baker 1968.  Aplonobia potentillae ingår i släktet Aplonobia och familjen Tetranychidae. Inga underarter finns listade i Catalogue of Life.